# Château Lamothe-Guignard

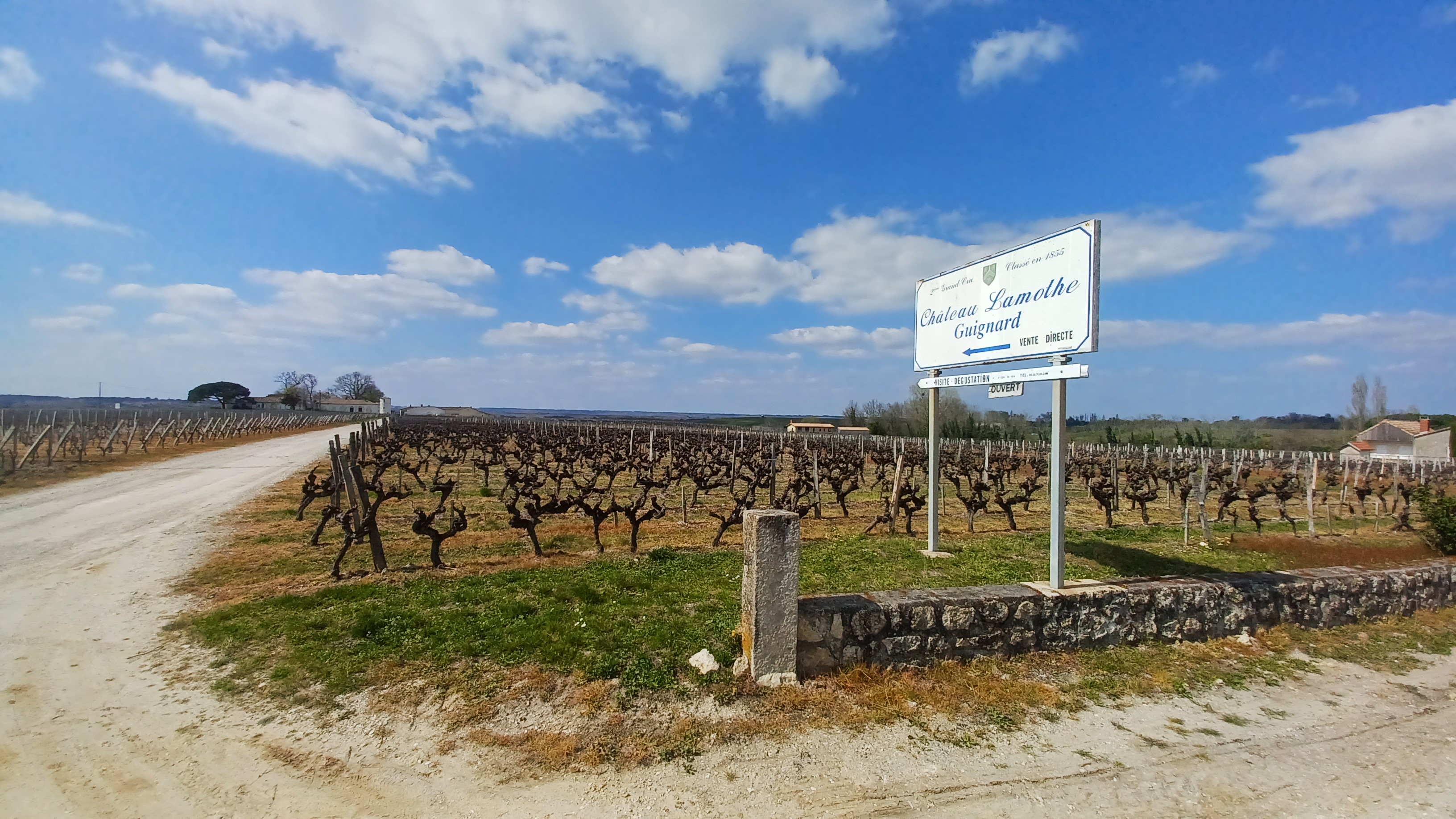
Einfahrt zum Château Lamothe-Guignard

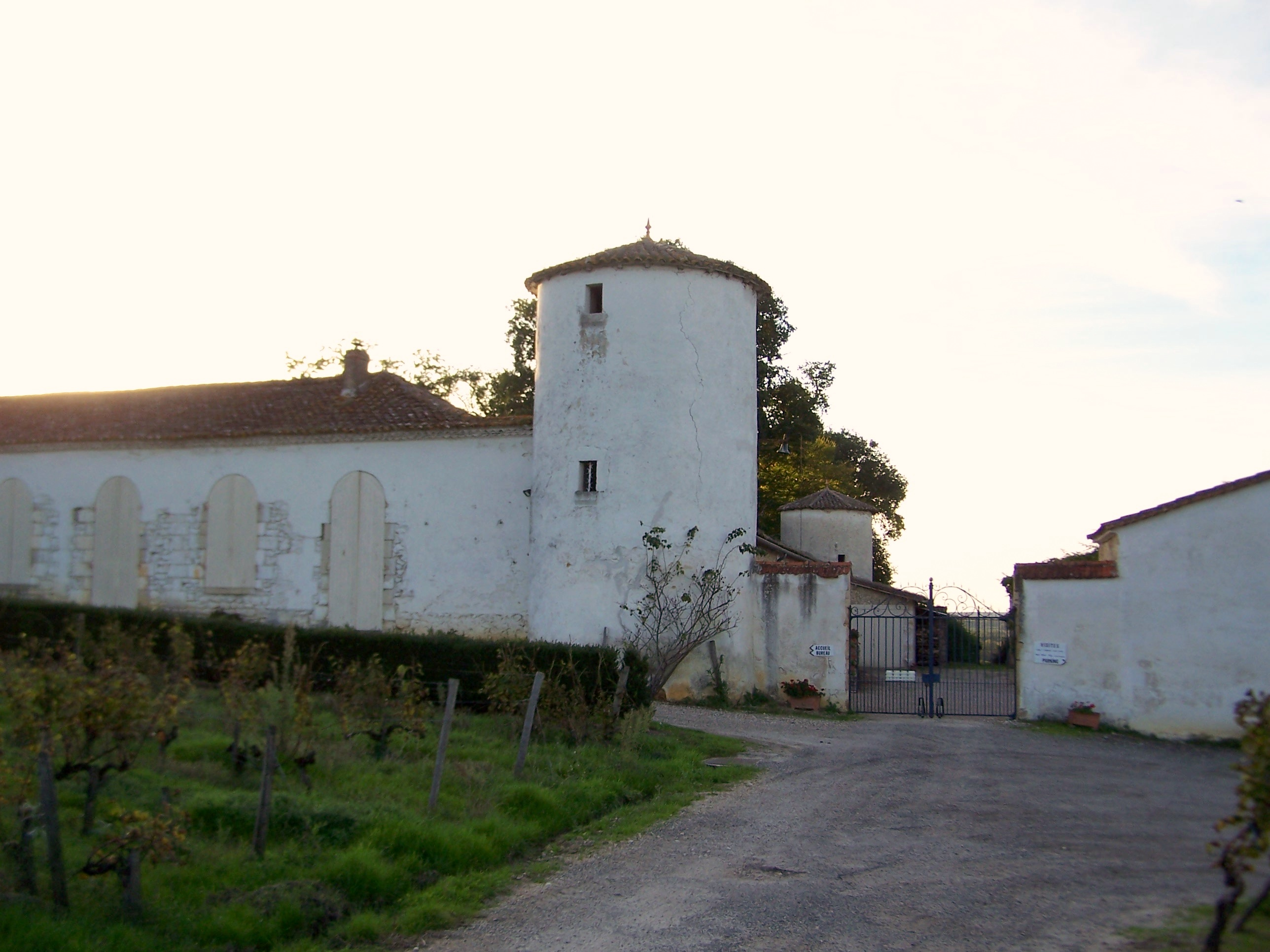
Château Lamothe-Guignard

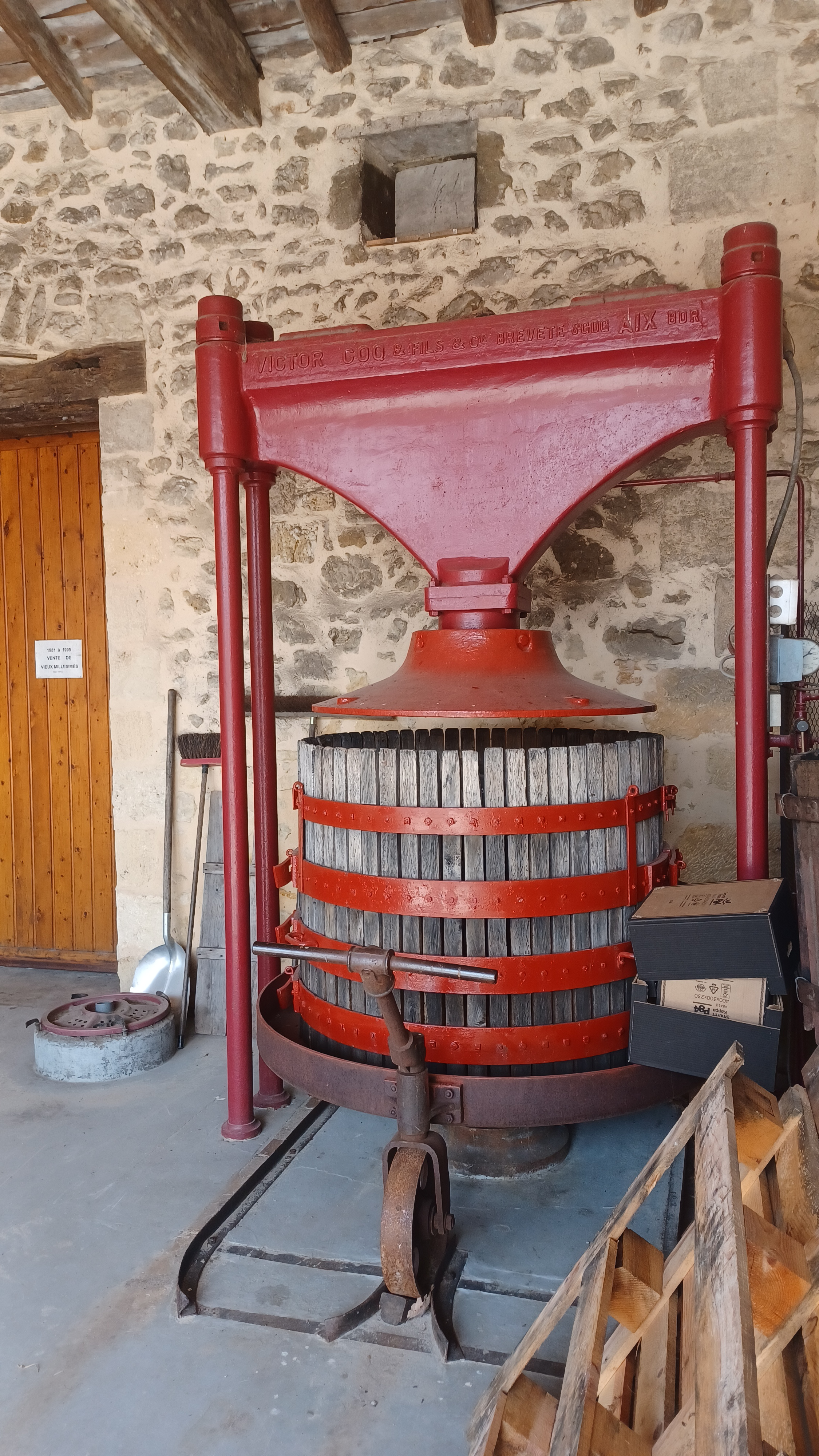
Historische Saftpresse Victor Coq

Château Lamothe-Guignard ist der Name eines Weinguts im Weinbaugebiet Sauternes innerhalb der gleichnamigen Gemeinde Sauternes in der französischen Region Nouvelle-Aquitaine. Seit 1855 ist es nach der Bordeaux-Klassifizierung, an der nie Veränderungen im Bereich des Sauternes vorgenommen wurden, als Deuxième Cru Classé eingestuft.

## Lage
Das Weingut liegt auf einem Hochplateau am westlichen Rand Innerhalb des Anbaugebiets Sauternes und gehört damit zu den höchst gelegenen Weingütern der Sauternes; etwa 600 Meter westlich des Ortskerns mit der Kirche St.-Pierre ès Liens. Es kontrollierte lange Zeit das Tal der Ciron. Direkt südlich grenzt das Weingut Château Lamothe an.
Der Besitz hat eine Größe von 31 ha, von denen 18 ha klassifiziert sind. Der Boden besteht überwiegend in einer gelblichen Tonmatrix aus einem Lehm-Kies-Gemenge mit feldspathaltigen Sanden. Eine geringere Hangneigung zeigt in nördliche und nordwestliche Richtung zum Ciron. Das Verhältnis zwischen Lehm und Kies wird zur Ciron hin größer.

## Geschichte und Produktion
Das Château Lamothe-Guignard firmierte bis 1814 unter dem Namen Lamothe d’Assault. Der ca. 45 mal 55 m große Baukörper mit vier Rundtürmen an den jeweiligen Gebäudeecken soll aus merowingischer Zeit stammen. In den darauf folgenden eineinhalb Jahrhunderten erlebte das Anwesen viele Besitzerwechsel und wurde mehrfach aufgeteilt, doch beide heute noch produzierende Teile wurden 1855 in die Bordeaux-Klassifikation einbezogen, was für die zu diesem Zeitpunkt vorhandene Qualität spricht.
Während der südliche, 7,48 ha große Teil des Anwesens 1961 an die Familie Despujols verkauft wurde und weiterhin unter dem Namen Château Lamothe wirtschaftet, wurde der größte dieser Teile 1981 von den Brüdern Philippe und Jacques Guignard erworben, die zu dieser Zeit Anfang zwanzig Jahre alt waren. Sie konsolidierten den verbliebenen Besitz und gründeten am 11. März 1982 in der Rechtsform der Groupement agricole d'exploitation en commun (GAEC) eine Gesellschaft zur Produktion und dem Vertrieb von Wein.

« Quand nous avons repris la propriété, ce terroir produisait un vin dont trés peu était mis en bouteilles. Nous avons remis en état ce vignoble, restauré les chais et rendu aux vins de ce domaine leur qualité de cru classé. »

„Als wir das Gut übernahmen, produzierte dieses Terroir einen Wein, von dem nur sehr wenig in Flaschen abgefüllt wurde. Wir haben die Weinberge und die Weinkeller restauriert und den Weinen des Weinguts ihren Status als Cru Classé zurückgegeben.“

Das Weingut baut zu 90 % Sémillon, 5 % Sauvignon und 5 % Muscadelle an. Die Stockdichte beträgt 6600. Daraus wird Dessertwein hergestellt. Im Jahr produziert der Betrieb ca. 36.000 Flaschen.